# Paulus Hochgatterer
Paulus Hochgatterer (* 16. července 1961, Amstetten, Dolní Rakousy) je rakouský spisovatel a psychiatr pro děti a mládež.

## Život
Hochgatterer vyrůstal jako syn učitele v dolnorakouském Amstettenu a blízkém Blindenmarktu. Po složení maturity roku 1979 odešel studovat do Vídně medicínu a psychologii. Roku 1985 studium na Univerzitě ve Vídni úspěšně zakončil.
Od roku 2007 je Hochgatterer primářem oddělení psychiatrie a psychoterapie pro děti a mládež na zemské klinice v Tullnu.
Hochgatterer žije se svou rodinou ve Vídni.
Roku 2007 navštívil Hochgatterer na pozvání Rakouského kulturního fóra Prahu. Na veletrhu Svět knihy četl v rámci programu Das Buch ze svého později do češtiny přeloženého detektivního románu Sladkost života. Roku 2009 se Hochgatterer představil v České republice znovu, konkrétně na festivalu Měsíc autorského čtení v Brně.

## Ocenění (výběr)
- 1991 - Cena Maxe von der Grüna[1][2]
- 1995 - Stipendium Hanse Weigela[1][2]
- 2000 - Rakouská státní cena za literaturu pro děti a mládež[1][2]
- 2001 - Stipendium Eliase Canettiho[1][2]
- 2007 - Cena za německou detektivku (Deutscher Krimi-Preis, 2. Platz) za román Sladkost života[2]
- 2009 - Literární cena Evropské unie za román Sladkost života[1][4]
- 2010 - Cena Johanna Beera (Johann-Beer-Preis) za román Dům s matracemi[1][5]

## Dílo

### Próza
- Rückblickpunkte (1983)
- Der Aufenthalt (1990)
- Über die Chirurgie (O chirurgii, 1993)
- Die Nystensche Regel (1995)
- Wildwasser (Divoká voda, 1997)
- Caretta Caretta (1999)
- Über Raben (O havranech, 2002)
- Eine kurze Geschichte vom Fliegenfischen (Krátký příběh o muškování, 2003)
- Sladkost života (Die Süße des Lebens, 2006)
  - přeložil Tomáš Dimter, Host, Brno 2010, ISBN 978-80-7294-273-2
- Dům s matracemi (Das Matratzenhaus, 2010)
  - přeložil Tomáš Dimter, Host, Brno 2011, ISBN 978-80-7294-567-2
- Der Tag, an dem mein Großvater ein Held war (2017)

### Drama
- CASANOVA oder Giacomo brennt (2008)
- Makulatur (Makulatura, 2012)

### Eseje, přednášky o poetice, proslovy
- Katzen, Körper, Krieg der Knöpfe. Eine Poetik der Kindheit (2012)